# Canton de Hérimoncourt
Le canton d'Hérimoncourt est une ancienne division administrative française, située dans le département du Doubs et la région Franche-Comté.

## Histoire
Le canton s'appelait "Canton de Blamont" de 1833 à 1898 .

## Représentation

### Conseillers généraux de 1833 à 2015
| Période | Période          | Identité                                         | Étiquette                         | Qualité |
| ------- | ---------------- | ------------------------------------------------ | --------------------------------- | --- |
| 1833    | 1836             | Jean-Christophe Perdrizet                        |                                   | Ancien Maire de Montbéliard (1831-1833) |
| 1836    | 1850             | Charles-François-Frédéric Rossel                 |                                   | Juge au Tribunal de Montbéliard |
| 1850    | 1871             | Jules-Lucien Peugeot (1811-1889)                 |                                   | Manufacturier à Hérimoncourt |
| 1871    | 1879 (démission) | Jules Viette                                     | Républicain                       | Propriétaire, maire de Blamont |
| 1879    | 1907 (décès)     | Eugène Peugeot (1844-1907)-(Fils de J.L.Peugeot) | Rad.                              | Manufacturier, propriétaire des usines Peugeot à Valentigney |
| 1907    | 1927 (décès)     | Pierre Peugeot (1871-1927)-(Fils d'E.Peugeot)    | Républicain Radical               | Industriel Maire d'Hérimoncourt |
| 1928    | 1940             | Jules Peugeot (1882-1959)-(frère du précédent)   | Républicain Radical puis Rad.ind. | Industriel Maire de Valentigney Nommé membre de la Commission administrative départementale en 1941 Nommé conseiller départemental en 1943 (évincé à la Libération pour active collaboration) |
|         |                  |                                                  |                                   | |
| 1945    | 1951             | Paul Gay                                         | PCF                               | Magasinier, puis agent commercial chez Japy Maire de Dasle |
| 1951    | 1958             | M. Rolland                                       | DVD                               | |
| 1958    | 1976             | Félix Trabbia                                    | SFIO puis PS                      | Boulanger Maire de Blamont (1953-1977) |
| 1976    | 1993 (décès)     | Jean-Pierre Maillard-Salin                       | PS                                | Retraité de l'Education Nationale Maire de Vandoncourt |
| 1993    | 2015             | Jean-Marie Bart                                  | PS                                | Conseiller municipal de Seloncourt |

### Conseillers d'arrondissement (de 1833 à 1940)
| Période                                  | Période          | Identité                         | Étiquette          | Qualité |
| ---------------------------------------- | ---------------- | -------------------------------- | ------------------ | --- |
| 1833                                     | 1852             | Jean Jacques Bernard (1793-1877) |                    | Cultivateur, propriétaire à Pierre-Fontaine                                                                 |
|                                          |                  |                                  |                    | |
|                                          | 1884 (démission) | Fritz Ménétrey                   |                    | Greffier de la justice de paix                                                                              |
|                                          |                  |                                  |                    | |
| 1919                                     | 1925             | Charles-Émile Sircoulon          | Rad.               | Maire de Meslières                                                                                          |
| 1925                                     | 1937             | Agénor Vergon                    | Rad. puis Rad.ind. | Boulanger                                                                                                   |
| 1937                                     | 1940             | Jules Hebmann                    | Rad.               | Adjoint au maire de Hérimoncourt                                                                            |
| 1940                                     |                  |                                  |                    | Les conseils d'arrondissement ont été suspendus par la loi du 12 octobre 1940 et n'ont jamais été réactivés |
| Les données manquantes sont à compléter. |                  |                                  |                    | |

## Composition
Ce canton était composé des quinze communes suivantes :
| Nom                        | Code Insee | Intercommunalité                     | Superficie (km2) | Population (dernière pop. légale) | Densité (hab./km2) |
| -------------------------- | ---------- | ------------------------------------ | ---------------- | --------------------------------- | ------------------ |
| Hérimoncourt (chef-lieu)   | 25304      | CA Pays de Montbéliard Agglomération | 7,29             | 3 635 (2014)                      | 499                |
| Abbévillers                | 25004      | CA Pays de Montbéliard Agglomération | 11,18            | 1 029 (2014)                      | 92                 |
| Autechaux-Roide            | 25033      | CA Pays de Montbéliard Agglomération | 6,56             | 539 (2014)                        | 82                 |
| Blamont                    | 25063      | CA Pays de Montbéliard Agglomération | 10,06            | 1 197 (2014)                      | 119                |
| Bondeval                   | 25071      | CA Pays de Montbéliard Agglomération | 4,68             | 477 (2014)                        | 102                |
| Dannemarie                 | 25194      | CA Pays de Montbéliard Agglomération | 2,25             | 113 (2014)                        | 50                 |
| Écurcey                    | 25216      | CA Pays de Montbéliard Agglomération | 7,43             | 276 (2014)                        | 37                 |
| Glay                       | 25274      | CA Pays de Montbéliard Agglomération | 6,49             | 350 (2014)                        | 54                 |
| Meslières                  | 25378      | CA Pays de Montbéliard Agglomération | 2,99             | 381 (2014)                        | 127                |
| Pierrefontaine-lès-Blamont | 25452      | CA Pays de Montbéliard Agglomération | 8,96             | 428 (2014)                        | 48                 |
| Roches-lès-Blamont         | 25497      | CA Pays de Montbéliard Agglomération | 5,44             | 642 (2014)                        | 118                |
| Seloncourt                 | 25539      | CA Pays de Montbéliard Agglomération | 7,92             | 5 906 (2014)                      | 746                |
| Thulay                     | 25562      | CA Pays de Montbéliard Agglomération | 2,23             | 221 (2014)                        | 99                 |
| Vandoncourt                | 25586      | CA Pays de Montbéliard Agglomération | 8,57             | 849 (2014)                        | 99                 |
| Villars-lès-Blamont        | 25615      | CA Pays de Montbéliard Agglomération | 6,95             | 448 (2014)                        | 64                 |

## Démographie
| 1962   | 1968   | 1975   | 1982   | 1990   | 1999   | 2006   | 2011   | 2012   |
| ------ | ------ | ------ | ------ | ------ | ------ | ------ | ------ | ------ |
| 12 383 | 13 025 | 13 586 | 14 590 | 15 325 | 15 683 | 16 383 | 16 468 | 16 482 |